# 翁古達伊區

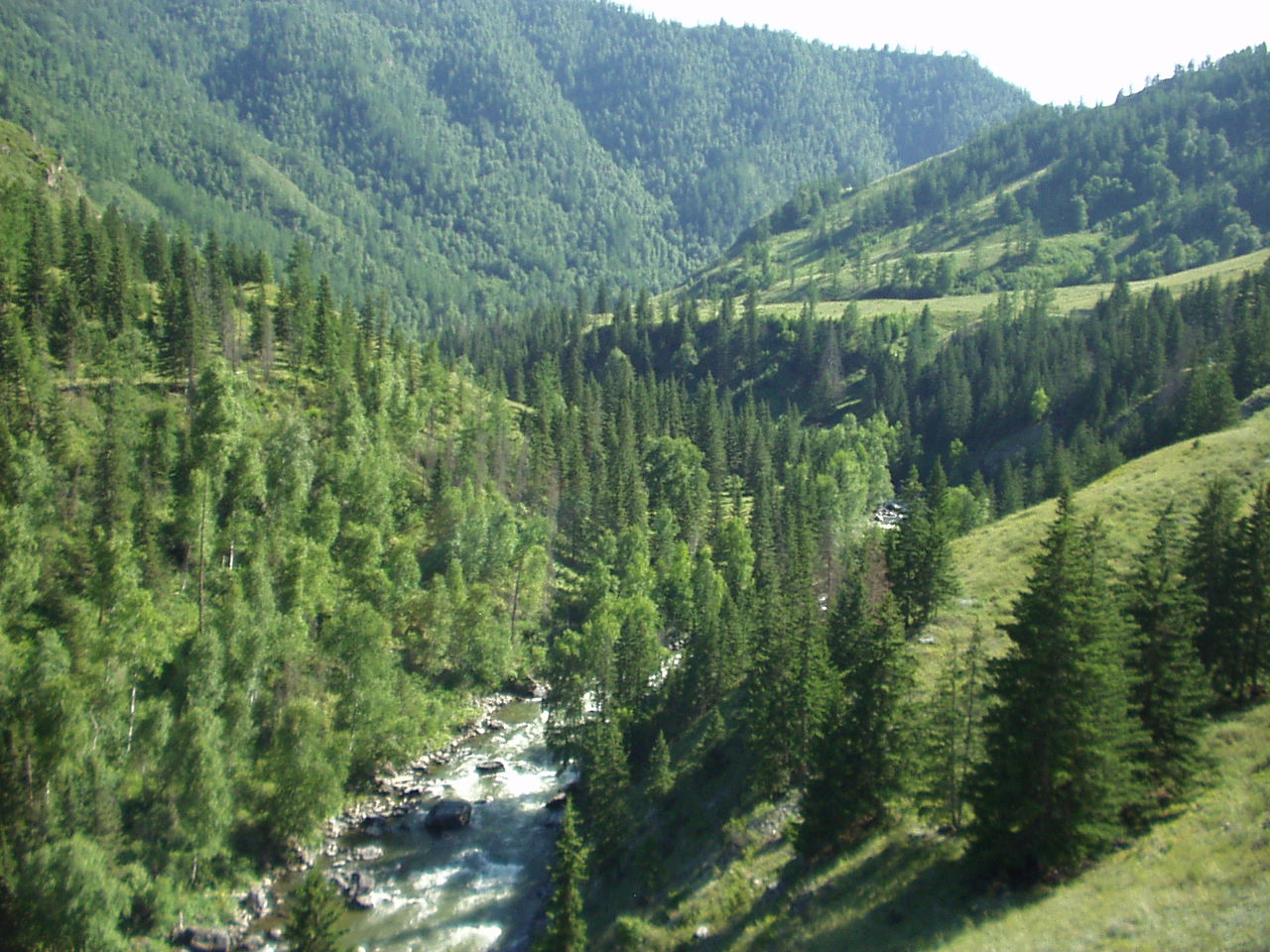

50°45′N 86°07′E / 50.750°N 86.117°E
翁古達伊區（俄語：Онгуда́йский район）是俄羅斯阿爾泰共和國的一個區，位於該國南部，面積11,744平方公里，2010年人口15,046，人口密度每平方公里1.28人。